# 三星Anycall系列

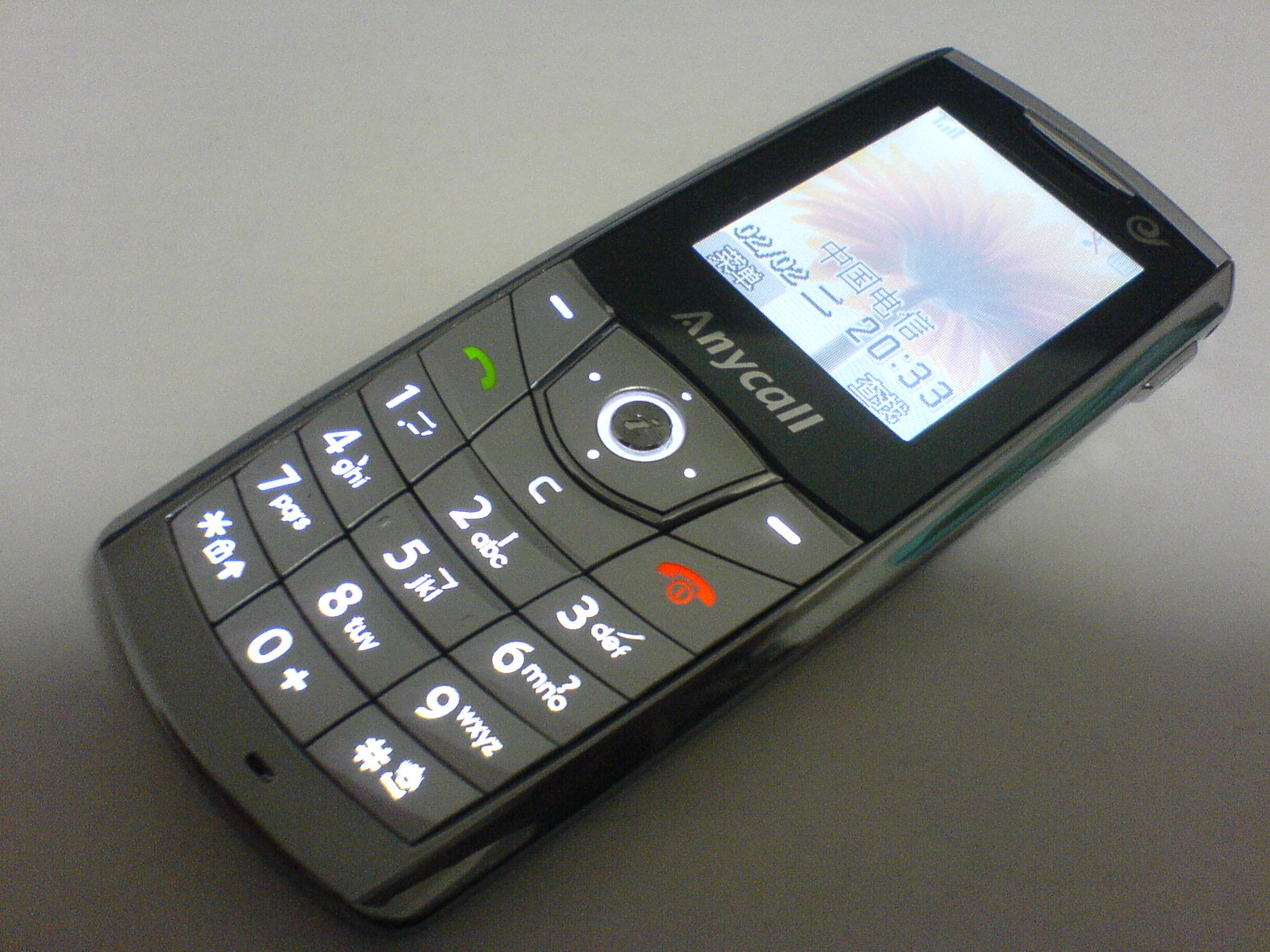
Anycall

Anycall（韓語：애니콜）是1993年一款由韓國三星電子所創立的行動電話品牌，主要銷售地區為韓國及大中華地區。它曾是国内最受欢迎的手机品牌，自1995年以来一直处于领先地位。
於2011年起整併為Samsung，現品牌消滅。该品牌最终在2010年代退出市场，仅用于功能手机。
与韩国其他手机品牌一样，他们通过数字多媒体广播提供摄像头、互联网接入和数字电视等技术。

## 发言人
李孝利自2003年起担任Anycall代言人。在此期间，她主演了Anycall的MV，例如《Anymotion》，该MV使用了李孝利手机的Anycall SCH-V600。2005年，李孝利主演了热门单曲《Anymotion》的后续作品《Anyclub》。2006年12月，她主演了第三部MV《Anystar》。第一部MV由李孝利和文洙贤主演，第二部和第三部分别由权相佑和李准基主演。
自2007年11月李孝利与三星合约到期以来，宝儿、金俊秀、Tablo和金宝拉等韩国流行音乐明星合作制作了“Anyband”，该MV收录了三首歌曲的MV，包括《Talk, Play Love》、《Promise U》和《Day Dream》，并附上了一个七分钟的广告。这支临时乐队还为歌迷举办了演唱会。
2008年，韩国流行音乐组合东方神起和少女时代合作拍摄了一首MV，为三星Anycall Haptic手机进行宣传。
2009年，SHINee发行了数字单曲《Bodyguard》来推广这款手机。这首歌的MV和广告由KBS热门爱情剧《花样男子》中人气情侣苏伊正（金范饰）和秋佳乙（金素恩饰）主演。同年，孙淡妃和女子组合After School合作发行了数字单曲《Amoled》。After School即将取代孙淡妃成为该品牌的新代言人。
韩国女子组合Miss A于2010年发行了歌曲《Love Again》，其MV为三星Beat Festival进行了宣传。MV中也重点展示了一款Anycall手机。

2011年，韩国流行歌手IU成为该品牌的代言人。

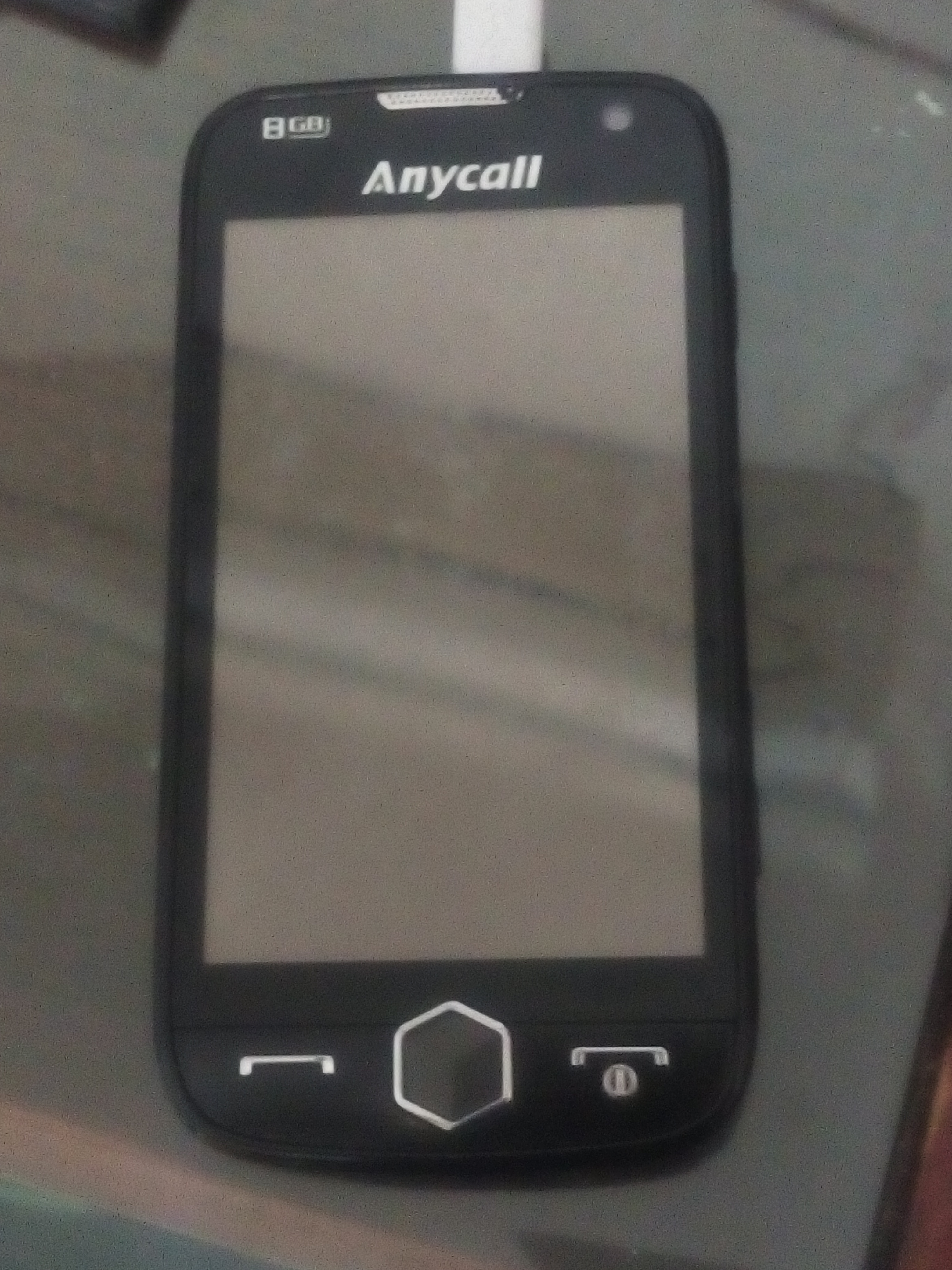
Samsung Omnia I8000